# Mannschaftskader der Top 12 2017 (Frauen)
Die Liste der Mannschaftskader der Top 12 (Frauen) 2017 enthält alle Spielerinnen, die in der französischen Top 12 der Frauen 2017 im Schach mindestens eine Partie gespielt haben mit ihren Einzelergebnissen.

## Allgemeines
Insgesamt wurden 54 Spielerinnen eingesetzt, von denen 37 keinen Wettkampf verpassten. Sieben Vereine setzten immer die gleichen vier Spielerinnen ein (darunter mit Évry ein Teilnehmer an der Endrunde), während bei Bischwiller acht Spielerinnen mindestens eine Partie spielten. Am erfolgreichsten war Anda Šafranska (Évry) mit 6,5 Punkten aus 7 Partien. Je 6 Punkte erzielten Salomé Neuhauser (Mulhouse) und Deimantė Daulytė (Monaco), wobei Neuhauser 6 Partien spielte, Daulytė 7. Von den Spielerinnen, die nur die Vorrunde spielten, waren Marie Dubois (Montpellier), Estée Aubert (Villepinte), Fiona Steil-Antoni (Vandœuvre) und Oriane Soubirou (Sautron) mit je 3,5 Punkten aus 5 Partien am erfolgreichsten. Salomé Neuhauser erreichte als einzige Spielerin 100 %.

## Legende
Die nachstehenden Tabellen enthalten folgende Informationen:
- Nr.: Ranglistennummer
- Titel: FIDE-Titel zu Saisonbeginn (Eloliste vom Mai 2017); GM = Großmeister, IM = Internationaler Meister, FM = FIDE-Meister, WGM = Großmeister der Frauen, WIM = Internationaler Meister der Frauen, WFM = FIDE-Meister der Frauen, CM = Candidate Master, WCM = Candidate Master der Frauen
- Elo: Elo-Zahl zu Saisonbeginn (Eloliste vom Mai 2017); bei Spielerinnen ohne Elo-Zahl ist die nationale Wertung eingeklammert angegeben
- Nation: Nationalität gemäß Eloliste vom Mai 2017; ESP = Spanien, FRA = Frankreich, GEO = Georgien, GER = Deutschland, ITA = Italien, LTU = Litauen, LUX = Luxemburg, MNC = Monaco, NED = Niederlande, ROU = Rumänien, RUS = Russland, SWE = Schweden, UKR = Ukraine
- G: Anzahl Gewinnpartien
- R: Anzahl Remispartien
- V: Anzahl Verlustpartien
- Pkt.: Anzahl der erreichten Punkte
- Partien: Anzahl der gespielten Partien

## Club de Mulhouse Philidor
| Nr. | Titel | Name              | Elo  | Nation | G | R | V | Pkt. | Partien |
| --- | ----- | ----------------- | ---- | ------ | - | - | - | ---- | ------- |
| 1   | IM    | Elisabeth Pähtz   | 2474 | GER    | 4 | 3 | 0 | 5,5  | 7       |
| 2   | WFM   | Mathilde Choisy   | 2153 | FRA    | 0 | 4 | 1 | 2    | 5       |
| 3   | WFM   | Cécile Haussernot | 2099 | FRA    | 2 | 2 | 2 | 3    | 6       |
| 4   | WFM   | Salomé Neuhauser  | 2094 | FRA    | 6 | 0 | 0 | 6    | 6       |
| 5   | WFM   | Emma Richard      | 2072 | FRA    | 2 | 1 | 1 | 2,5  | 4       |

## Évry Grand Roque
| Nr. | Titel | Name                   | Elo  | Nation | G | R | V | Pkt. | Partien |
| --- | ----- | ---------------------- | ---- | ------ | - | - | - | ---- | ------- |
| 1   | IM    | Sabrina Vega Gutiérrez | 2413 | ESP    | 4 | 2 | 1 | 5    | 7       |
| 2   | IM    | Sophie Milliet         | 2347 | FRA    | 5 | 1 | 1 | 5,5  | 7       |
| 3   | WGM   | Anda Šafranska         | 2211 | FRA    | 6 | 1 | 0 | 6,5  | 7       |
| 4   |       | Chloe Huisman          | 1927 | FRA    | 3 | 0 | 4 | 3    | 7       |

## C.E.M.C. Monaco
| Nr. | Titel | Name                  | Elo  | Nation | G | R | V | Pkt. | Partien |
| --- | ----- | --------------------- | ---- | ------ | - | - | - | ---- | ------- |
| 1   | GM    | Pia Cramling          | 2447 | SWE    | 1 | 6 | 0 | 4    | 7       |
| 2   | IM    | Deimantė Daulytė      | 2416 | LTU    | 5 | 2 | 0 | 6    | 7       |
| 3   | WGM   | Tetjana Kostjuk       | 2310 | UKR    | 5 | 1 | 1 | 5,5  | 7       |
| 4   | WCM   | Mathilde Chung        | 2105 | MNC    | 1 | 0 | 1 | 1    | 2       |
| 5   | WFM   | Noëla-Joyce Lomandong | 1966 | MNC    | 2 | 1 | 0 | 2,5  | 3       |
| 6   | WIM   | Julia Lebel-Arias     | 1752 | MNC    | 1 | 1 | 0 | 1,5  | 2       |

## Club de Bischwiller
| Nr. | Titel | Name                   | Elo  | Nation | G | R | V | Pkt. | Partien |
| --- | ----- | ---------------------- | ---- | ------ | - | - | - | ---- | ------- |
| 1   | IM    | Lela Dschawachischwili | 2457 | GEO    | 2 | 2 | 1 | 3    | 5       |
| 2   | WGM   | Nino Maisuradze        | 2260 | FRA    | 2 | 2 | 1 | 3    | 5       |
| 3   | WFM   | Julie Fischer          | 2059 | FRA    | 2 | 2 | 1 | 3    | 5       |
| 4   |       | Juliette Guerin        | 1875 | FRA    | 2 | 2 | 1 | 3    | 5       |
| 5   |       | Meriem Bellahcene      | 1828 | FRA    | 0 | 0 | 2 | 0    | 2       |
| 6   |       | Sofia Bellahcene       | 1698 | FRA    | 0 | 1 | 1 | 0,5  | 1       |
| 7   |       | Arevik Strasser        | 1246 | FRA    | 0 | 0 | 2 | 0    | 2       |
| 8   |       | Jenna Bellahcene       | 1203 | FRA    | 0 | 0 | 2 | 0    | 2       |

## Club de Montpellier Echecs
| Nr. | Titel | Name                  | Elo  | Nation | G | R | V | Pkt. | Partien |
| --- | ----- | --------------------- | ---- | ------ | - | - | - | ---- | ------- |
| 1   | IM    | Ana Matnadse          | 2413 | ESP    | 0 | 5 | 0 | 2,5  | 5       |
| 2   | WGM   | Adina-Maria Hamdouchi | 2223 | FRA    | 1 | 3 | 1 | 2,5  | 5       |
| 3   | WIM   | Christine Flear       | 2095 | FRA    | 1 | 3 | 1 | 2,5  | 5       |
| 4   |       | Marie Dubois          | 1965 | FRA    | 2 | 3 | 0 | 3,5  | 5       |

## Cercle d’Echecs de Villepinte
| Nr. | Titel | Name            | Elo  | Nation | G | R | V | Pkt. | Partien |
| --- | ----- | --------------- | ---- | ------ | - | - | - | ---- | ------- |
| 1   | WGM   | Marina Brunello | 2358 | ITA    | 1 | 1 | 3 | 1,5  | 5       |
| 2   | WFM   | Elise Bellaïche | 2063 | FRA    | 1 | 1 | 3 | 1,5  | 5       |
| 3   |       | Adela Ionutiu   | 1899 | FRA    | 2 | 2 | 1 | 3    | 5       |
| 4   |       | Estée Aubert    | 1829 | FRA    | 3 | 1 | 1 | 3,5  | 5       |

## Club de Vandœuvre-Echecs
| Nr. | Titel | Name                | Elo  | Nation | G | R | V | Pkt. | Partien |
| --- | ----- | ------------------- | ---- | ------ | - | - | - | ---- | ------- |
| 1   | IM    | Anastassija Sawina  | 2364 | RUS    | 3 | 0 | 2 | 3    | 5       |
| 2   | WIM   | Fiona Steil-Antoni  | 2155 | LUX    | 3 | 1 | 1 | 3,5  | 5       |
| 3   |       | Malika Sidibe       | 1881 | FRA    | 0 | 1 | 4 | 0,5  | 5       |
| 4   |       | Bérénice De Talance | 1723 | FRA    | 2 | 0 | 1 | 2    | 3       |
| 5   |       | Hélène Rossinot     | 1649 | FRA    | 0 | 0 | 2 | 0    | 2       |

## Cercle d’Echecs de Strasbourg
| Nr. | Titel | Name             | Elo  | Nation | G | R | V | Pkt. | Partien |
| --- | ----- | ---------------- | ---- | ------ | - | - | - | ---- | ------- |
| 1   | GM    | Marie Sebag      | 2488 | FRA    | 1 | 3 | 0 | 2,5  | 4       |
| 2   | WIM   | Malina Nicoara   | 2099 | FRA    | 0 | 3 | 2 | 1,5  | 5       |
| 3   |       | Paula Wiesner    | 2061 | GER    | 2 | 1 | 2 | 2,5  | 5       |
| 4   |       | Louise Roos      | 1851 | FRA    | 0 | 0 | 1 | 0    | 1       |
| 5   |       | Brigitte Ludmann | 1600 | FRA    | 0 | 1 | 0 | 0,5  | 1       |
| 6   |       | Salomé Tsulaia   | 1488 | FRA    | 1 | 0 | 3 | 1    | 4       |

## Club d’Echecs de Sautron
| Nr. | Titel | Name                         | Elo  | Nation | G | R | V | Pkt. | Partien |
| --- | ----- | ---------------------------- | ---- | ------ | - | - | - | ---- | ------- |
| 1   | WIM   | Filiz Osmanodja              | 2263 | GER    | 1 | 3 | 1 | 2,5  | 5       |
| 2   | WIM   | Andreea-Cristiana Navrotescu | 2208 | FRA    | 1 | 1 | 3 | 1,5  | 5       |
| 3   |       | Oriane Soubirou              | 2106 | FRA    | 2 | 3 | 0 | 3,5  | 5       |
| 4   |       | Élise Retailleau             | 2050 | FRA    | 1 | 0 | 4 | 1    | 5       |

## Les Tours des Hauts de France
| Nr. | Titel | Name                 | Elo  | Nation | G | R | V | Pkt. | Partien |
| --- | ----- | -------------------- | ---- | ------ | - | - | - | ---- | ------- |
| 1   | WGM   | Elena-Luminița Cosma | 2308 | ROU    | 1 | 4 | 0 | 3    | 5       |
| 2   | WGM   | Maria Leconte        | 2174 | FRA    | 1 | 3 | 1 | 2,5  | 5       |
| 3   | WFM   | Karelle Bolon        | 2009 | FRA    | 1 | 1 | 3 | 1,5  | 5       |
| 4   |       | Mélanie Durczak      | 1702 | FRA    | 0 | 2 | 3 | 1    | 5       |

## Club de Cannes Echecs
| Nr. | Titel | Name                       | Elo  | Nation | G | R | V | Pkt. | Partien |
| --- | ----- | -------------------------- | ---- | ------ | - | - | - | ---- | ------- |
| 1   | WGM   | Anne Haast                 | 2305 | NED    | 0 | 1 | 4 | 0,5  | 5       |
| 2   | WIM   | Marlies Bensdorp-De Labaca | 2237 | NED    | 0 | 4 | 1 | 2    | 5       |
| 3   |       | Mélanie Vérot              | 2047 | FRA    | 1 | 1 | 3 | 1,5  | 5       |
| 4   |       | Delphine Gras              | 1846 | FRA    | 1 | 0 | 4 | 1    | 5       |

## Echiquier Centre Vaucluse
| Nr. | Titel | Name            | Elo  | Nation | G | R | V | Pkt. | Partien |
| --- | ----- | --------------- | ---- | ------ | - | - | - | ---- | ------- |
| 1   | WIM   | Judith Fuchs    | 2275 | GER    | 0 | 3 | 2 | 1,5  | 5       |
| 2   |       | Marion Penalver | 1997 | FRA    | 0 | 1 | 4 | 0,5  | 5       |
| 3   |       | Valérie Vette   | 1742 | FRA    | 1 | 4 | 0 | 3    | 5       |
| 4   |       | Iris David      | 1722 | FRA    | 0 | 0 | 5 | 0    | 5       |